# South Western Main Line

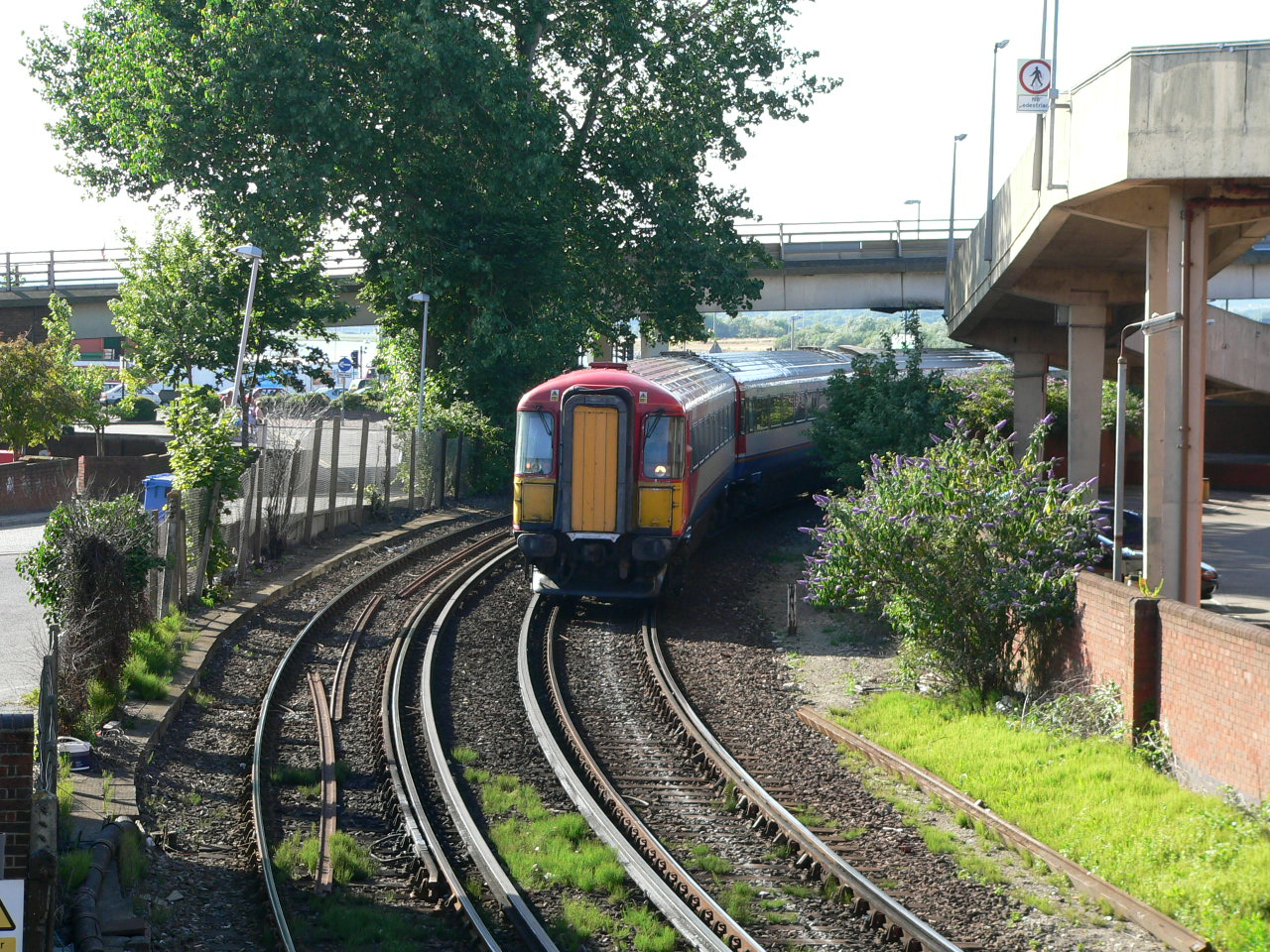
Tren de la South Western Main Line en Poole.

South Western Main Line es una línea ferroviaria británica que comienza en la Estación de Waterloo, en Londres, y termina en la Estación de Weymouth, en Weymouth, Dorset. Es una importante línea ferroviaria que conecta varias grandes ciudades, tales como Southampton y Bournemouth. Atraviesa los condados de Gran Londres, Surrey, Hampshire y Dorset.